# آبنو هاروکاس
آبنو هاروکاس (انگلیسی: Abeno Harukas) یک مرکز تجاری چند منظوره در آبه‌نو، اوساکا، اوساکا، ژاپن است. این ساختمان ۳۰۰ متر ارتفاع و ۶۲ طبقه دارد و بلندترین ساختمان در ژاپن از سال ۲۰۱۴ تا ۲۰۲۳ محسوب می‌شد تا اینکه برج آزابودای هیلز عنوان بلندترین ساختمان را تصاحب کرد. ساخت و ساز این ساختمان در ۷ مارس ۲۰۱۴ به پایان رسید.
آبنو هاروکاس شامل راه‌آهن کینتتسو، کینتتسو دپارتمان استور، هتل بین‌المللی ماریوت، پردیس‌های دانشگاه و دفتر فروش شارپ کورپوریشن است. مساحت آن در حدود ۱۰۰۰۰۰ متر مربع (۱۱۰۰۰۰۰ فوت مربع) است که آن را به یکی از بزرگ‌ترین فروشگاه های بزرگ در ژاپن تبدیل می‌کند.